# Pyrrhorachis subcrenulata
Pyrrhorachis subcrenulata là một loài bướm đêm trong họ Geometridae.